# Леонид (Кавелин)
Архимандрит Леонид (в миру Лев Александрович Кавелин; 20 февраля [4 марта] 1822, Смоленская губерния — 22 октября [3 ноября] 1891, Троице-Сергиева лавра) — архимандрит Русской православной церкви. Русский богослов, историк, археограф, библиограф

, переводчик, Почётный член Императорского православного палестинского общества.

## Биография
Родился 20 февраля (4 марта) 1822 года в селе Спас-Волженское Вяземского уезда Смоленской губернии. Его отец Александр Александрович Кавелин (?—1874) — штабс-ротмистр Гродненского гусарского полка, затем асессор Тульского губернского правления; мать — Мария Михайловна, двоюродная сестра адмирала П. С. Нахимова, скончалась на 58-м году жизни 23 августа 1860 года в гостинице Оптиной пустыни, в которой и была похоронена. Двоюродный брат — философ К. Д. Кавелин. Родные братья: Михаил, Дмитрий (?—18.04.1874) и Владимир (?—06.03.1855) Кавелины.
После выхода отца в отставку в 1824 году, семья жила в сельце Грива Козельского уезда Калужской губернии. Лев учился сначала в Калужской мужской гимназии, а в 1835 году был переведён в Первый Московский кадетский корпус, где его законоучителем был священник Александр Шавров о котором Кавелин оставил самые тёплые воспоминания. Окончив образование в 1840 году, поступил на военную службу в лейб-гвардейский полк.
Сотрудничал в журналах, писал стихи, очерки. Составил книгу «История Оптиной пустыни», в двух частях («первая часть на 229 страницах, а вторая часть, [история] скита, — на 96 страницах»), которая стараниями издателя Степана Онисимовича Бурачека и при финансовой помощи почётного санкт-петербургского гражданина Ивана Петровича Лесникова, в 1847 году была напечатана в Санкт-Петербурге в типографии морского кадетского корпуса; впоследствии выдержала несколько изданий (4-е изд. — 1885).
В 1852 году, выйдя в отставку в чине капитана, с 21 марта поселился послушником в Оптиной Пустыне. Пройдя иноческий искус под руководством строгих подвижников благочестия и старцев, 7 сентября 1857 года был пострижен в монашество с наречением имени Леонид в честь схимника Оптинского скита Леонида, 20 октября того же года был посвящён в иеродиакона, 29 октября — в иеромонаха.
В ноябре того же года назначен был членом только что организованной Русской духовной миссии в Иерусалиме вместе с о. Иувеналием (Половцевым), начальником которой был определен епископ Мелитопольский Кирилл (Наумов).
Пробыв около двух лет в Иерусалиме, о. Леонид, по расстроенному здоровью, в 1859 году уволен был в Оптинский скит, куда и прибыл в конце этого года, посетив по пути Афон.
В 1863 году возведён в сан архимандрита, назначен начальником Русской духовной миссии в Иерусалиме. Но в этой должности он был недолго: вследствие происшедших в миссии раздоров и столкновения его с Иерусалимским патриархом Кириллом и с представителями русского правительства в Иерусалиме возникло в начале 1865 года дело «о переустройстве» нашей миссии в Иерусалиме, которое очень озабочивало всероссийский Св. Синод и особенно митрополита Московского Филарета (Дроздова), взявшего под свою защиту о. Леонида. Последний вышел с честью из борьбы со своими противниками: указом Св. Синода от 16 июля 1865 года он был назначен настоятелем церкви при русском посольстве в Константинополе.
Неоднократно ездил на Балканы в славянские земли, работал в южнославянских древлехранилищах.
В 1867 году был избран действительным членом Императорского Московского общества истории и древностей Российских.
С 1869 года — настоятель Воскресенского ставропигиального монастыря. С начала 1870-х годов состоял членом Московского архитектурного общества, где занимался вопросами сохранения памятников церковной архитектуры.
С 1877 года — наместник Троице-Сергиевой лавры.
В 1881 году был избран членом-корреспондентом Петербургской академии наук.
Скончался 22 октября (3 ноября) 1891 года. Погребён со стороны алтаря лаврской Духовской церкви.

## Сочинения
- Абхазия и в ней Ново-Афонский Симоно-Кананитских монастырь. Ч. 1. Абхазия : [В 2-х ч.] : с планом Абхазского приморского берега, с 21-м рис. памятников христианства в Абхазии и с планом Ново-Афонского монастыря : в пользу строящейся обители / сост. А. Л. — Москва : Тип. В. Ф. Рихтер, 1885. — 143 с., 24 л. ил., карт. ; 25 см. — В конце предисл. авт.: а. Л-ъ; установлен по 2-му изд. — Во 2-м изд. вышла только 1 ч. под загл.: Абхазия и её христианские древности .
- Историческое описание Боровского Пафнутиева монастыря. — М., 1859;
- Отчет о мерах, принятых к улучшению быта русских православных поклонников в Палестине. — СПб., 1860;
- «Сказание о жизни и подвигах… старца Оптиной Пустыни иеросхимонаха Макария». — М., 1861;
- Рассказ очевидца о действиях преосвященного Иакова по обращению раскольников Саратовской губернии с 1832 по 1839 год. — СПб., 1862;
- Историческое описание Перемышльского Троицкого Лютикова монастыря. — Калуга, 1862;
- Церковно-историческое описание упраздненных монастырей, находящихся в пределах Калужской епархии. — Москва: Университетская типография, 1863;
- Историческое описание Малоярославецкого Черноостровского Николаевского общежительного монастыря. — СПб., 1863;
- Церковно-историческое описание упраздненных монастырей, находящихся в пределах Калужской епархии. — М., 1863;
- Историческое описание Белевского девичьего Крестовоздвиженского третьеклассного монастыря. — СПб., 1863;
- Историко-статистическое описание Белевской Жабынской Введенской мужской общежительной пустыни. — Тула, 1865;
- Историческое описание коренной Рождество-Богородицкой пустыни. — СПб., 1865;
- Обозрение рукописей и старопечатных книг в книгохранилищах монастырей, городских и сельских церквей Калужской епархии. — М., 1865;
- Сербская иноческая община в Палестине. — М., 1867;
- Двухдневное пребывание на св. Афонской горе его императорского высочества великого князя Алексия Александровича. — СПб., 1868;
- Историческое описание Сербской царской лавры Хиландаря и её отношения к царствам Сербскому и Русскому. — М., 1868;
- Хан Нагай и его влияние на Россию и южных славян. — М., 1868;
- Последний патриарх Болгарского царства, блаженный Евфимий и его сочинения. — М., 1870;
- Историческое описание Мещевского Георгиевского мужского общежительного монастыря. — М., 1870;
- Сочинения блаженного Феофилакта Болгарского, архиепископа Первой Юстинианы. — М., 1870;
- Описание славяно-русских рукописей книгохранилища Ставропигиального Воскресенского, Новый Иерусалим именуемого, монастыря, и заметки о старопечатных, церковнославянских книгах того же книгохранилища. — М., 1871;
- Историческое описание Борисовской Тихвинской девичей пустыни, составленное по монастырским документам и записям. — М., 1872;
- Критический обзор сведений о Свято-Троицкой Сергиевой лавре. — М., 1876;
- Жизнеописание оптинского старца иеромонаха Леонида (в схиме Льва). — М., 1876;
- Историческое описание Ставропигиального Воскресенского, Новый Иерусалим именуемого, монастыря, составленное по монастырским актам. — М., 1876;
- Описание Лихвинского Покровского Доброго мужского монастыря. — М., 1876;
- Московский Звенигород и его уезд в церковно-археологическом отношении. — М., 1878;
- Празднование столетия первого Московского кадетского корпуса (нынейшей первой Московской военной гимназии) 24 нояб. 1878 г.. — СПб., 1879;
- Участие преподобного отца нашего Сергия в событиях 1380 года, положивших начало освобождению России от татарского ига.. — М., 1880;
- Два акта XV века с объяснительными к оным примечаниями. — СПб., 1884;
- Историческое описание Козельской Введенской Оптиной Пустыни. Ч. 1—2; Изд. 4-е. — М., 1885;
- Несколько новых замечаний к нашей статье: Откуда родом была св. великая княгиня Ольга, по поводу статьи И. И. Малышевского: О происхождении великой княгини русской Ольги св.. — Киев, 1889;
- Историческое описание Калужского Лаврентиева монастыря нынешнего Калужского архиерейского дома и принадлежащей к оному Крестовской церкви. — Калуга, 1891;
- Святая Русь, или Сведения о всех святых и подвижниках благочестия на Руси (до XVIII в.) — СПб., 1891.
- Евангелие, напечатанное в Москве в 1564—1568. Библиографическое исследование. — 1883.
- Систематическое описание славяно-российских рукописей собрания графа А. С. Уварова. Часть 2. — 1893.